# Odontocera colon
Odontocera colon là một loài bọ cánh cứng trong họ Cerambycidae.